# 5.ª etapa do Giro d'Italia de 2018
A 5.ª etapa do Giro d'Italia de 2018 teve lugar a 9 de maio de 2018 entre Agrigento e Santa Ninfa sobre um percurso de 152 km e foi vencida pelo ciclista italiano Enrico Battaglin da equipa LottoNL-Jumbo.

## Classificação da etapa
| \| Classificação por etapas \| Classificação por etapas \| Classificação por etapas \| Classificação por etapas \| Classificação por etapas \| \| Ciclista \| Ciclista \| Equipe \| Tempo \| \| \| ------------------------ \| ------------------------ \| --------------------------- \| ------------------------ \| ------------------------ \| \| 1. \| Enrico Battaglin \| LottoNL-Jumbo \| 4h06m33s \| \| \| 2. \| Giovanni Visconti \| Bahrain-Merida \| + 0s \| \| \| 3. \| José Gonçalves \| Katusha-Alpecin \| + 0s \| \| \| 4. \| Maximilian Schachmann \| Quick-Step Floors \| + 0s \| \| \| 5. \| Simon Yates \| Mitchelton-Scott \| + 0s \| \| \| 6. \| Tim Wellens \| Lotto-Soudal \| + 0s \| \| \| 7. \| Francesco Gavazzi \| Androni Giocattoli-Sidermec \| + 0s \| \| \| 8. \| Maurits Lammertink \| Katusha-Alpecin \| + 0s \| \| \| 9. \| Domenico Pozzovivo \| Bahrain-Merida \| + 0s \| \| \| 10. \| Patrick Konrad \| Bora-Hansgrohe \| + 0s \| \| |                       |                             |          |
| |                       |                             |          |
| Fonte: ProCyclingStats |                       |                             |          |
| Classificação por etapas |                       |                             |          |
| Ciclista | Ciclista              | Equipe                      | Tempo    |
| 1. | Enrico Battaglin      | LottoNL-Jumbo               | 4h06m33s |
| 2. | Giovanni Visconti     | Bahrain-Merida              | + 0s     |
| 3. | José Gonçalves        | Katusha-Alpecin             | + 0s     |
| 4. | Maximilian Schachmann | Quick-Step Floors           | + 0s     |
| 5. | Simon Yates           | Mitchelton-Scott            | + 0s     |
| 6. | Tim Wellens           | Lotto-Soudal                | + 0s     |
| 7. | Francesco Gavazzi     | Androni Giocattoli-Sidermec | + 0s     |
| 8. | Maurits Lammertink    | Katusha-Alpecin             | + 0s     |
| 9. | Domenico Pozzovivo    | Bahrain-Merida              | + 0s     |
| 10. | Patrick Konrad        | Bora-Hansgrohe              | + 0s     |

## Classificações ao final da etapa

### Classificação geral
| \| Classificação geral \| Classificação geral \| Classificação geral \| Classificação geral \| Classificação geral \| \| Ciclista \| Ciclista \| Equipe \| Tempo \| \| \| ------------------- \| --------------------- \| ------------------- \| ------------------- \| ------------------- \| \| 1. \| Rohan Dennis \| BMC Racing Team \| 18h29m41s \| \| \| 2. \| Tom Dumoulin \| Team Sunweb \| + 1s \| \| \| 3. \| Simon Yates \| Mitchelton-Scott \| + 17s \| \| \| 4. \| Tim Wellens \| Lotto-Soudal \| + 19s \| \| \| 5. \| Pello Bilbao \| Astana \| + 25s \| \| \| 6. \| Maximilian Schachmann \| Quick-Step Floors \| + 28s \| \| \| 7. \| Domenico Pozzovivo \| Bahrain-Merida \| + 28s \| \| \| 8. \| José Gonçalves \| Katusha-Alpecin \| + 32s \| \| \| 9. \| Thibaut Pinot \| Groupama-FDJ \| + 34s \| \| \| 10. \| Patrick Konrad \| Bora-Hansgrohe \| + 35s \| \| |                       |                   |           |
| |                       |                   |           |
| Fonte: ProCyclingStats |                       |                   |           |
| Classificação geral |                       |                   |           |
| Ciclista | Ciclista              | Equipe            | Tempo     |
| 1. | Rohan Dennis          | BMC Racing Team   | 18h29m41s |
| 2. | Tom Dumoulin          | Team Sunweb       | + 1s      |
| 3. | Simon Yates           | Mitchelton-Scott  | + 17s     |
| 4. | Tim Wellens           | Lotto-Soudal      | + 19s     |
| 5. | Pello Bilbao          | Astana            | + 25s     |
| 6. | Maximilian Schachmann | Quick-Step Floors | + 28s     |
| 7. | Domenico Pozzovivo    | Bahrain-Merida    | + 28s     |
| 8. | José Gonçalves        | Katusha-Alpecin   | + 32s     |
| 9. | Thibaut Pinot         | Groupama-FDJ      | + 34s     |
| 10. | Patrick Konrad        | Bora-Hansgrohe    | + 35s     |

### Classificação por pontos
| Classificação por pontos | Classificação por pontos | Classificação por pontos      | Classificação por pontos | Classificação por pontos |
| Ciclista                 | Ciclista                 | Equipe                        | Pontos                   |                          |
| ------------------------ | ------------------------ | ----------------------------- | ------------------------ | ------------------------ |
| 1.                       | Elia Viviani             | Quick-Step Floors             | 131 pts                  |                          |
| 2.                       | Sacha Modolo             | EF Education First-Drapac     | 55 pts                   |                          |
| 3.                       | Jakub Mareczko           | Wilier Triestina-Selle Italia | 53 pts                   |                          |
| 4.                       | Sam Bennett              | Bora-Hansgrohe                | 50 pts                   |                          |
| 5.                       | Guillaume Boivin         | Israel Cycling Academy        | 48 pts                   |                          |
| 6.                       | Marco Frapporti          | Androni Giocattoli-Sidermec   | 40 pts                   |                          |
| 7.                       | Enrico Battaglin         | LottoNL-Jumbo                 | 37 pts                   |                          |
| 8.                       | Rohan Dennis             | BMC Racing Team               | 32 pts                   |                          |
| 9.                       | Tim Wellens              | Lotto-Soudal                  | 30 pts                   |                          |
| 10.                      | José Gonçalves           | Katusha-Alpecin               | 25 pts                   |                          |

### Classificação da montanha
| Classificação da montanha | Classificação da montanha | Classificação da montanha     | Classificação da montanha | Classificação da montanha |
| Ciclista                  | Ciclista                  | Equipe                        | Pontos                    |                           |
| ------------------------- | ------------------------- | ----------------------------- | ------------------------- | ------------------------- |
| 1.                        | Enrico Barbin             | Bardiani CSF                  | 11 pts                    |                           |
| 2.                        | Marco Frapporti           | Androni Giocattoli-Sidermec   | 7 pts                     |                           |
| 3.                        | Ryan Mullen               | Trek-Segafredo                | 6 pts                     |                           |
| 4.                        | Eugert Zhupa              | Wilier Triestina-Selle Italia | 5 pts                     |                           |
| 5.                        | Andrea Vendrame           | Androni Giocattoli-Sidermec   | 4 pts                     |                           |
| 6.                        | Guillaume Boivin          | Israel Cycling Academy        | 3 pts                     |                           |
| 7.                        | Laurent Didier            | Trek-Segafredo                | 3 pts                     |                           |
| 8.                        | Jacopo Mosca              | Wilier Triestina-Selle Italia | 2 pts                     |                           |
| 9.                        | Davide Ballerini          | Androni Giocattoli-Sidermec   | 1 pt                      |                           |

### Classificação dos jovens
| Classificação dos jovens | Classificação dos jovens | Classificação dos jovens    | Classificação dos jovens | Classificação dos jovens |
| Ciclista                 | Ciclista                 | Equipe                      | Tempo                    |                          |
| ------------------------ | ------------------------ | --------------------------- | ------------------------ | ------------------------ |
| 1.                       | Maximilian Schachmann    | Quick-Step Floors           | 18h30m09s                |                          |
| 2.                       | Valerio Conti            | UAE Team Emirates           | + 25s                    |                          |
| 3.                       | Sam Oomen                | Team Sunweb                 | + 32s                    |                          |
| 4.                       | Ben O'Connor             | Dimension Data              | + 39s                    |                          |
| 5.                       | Richard Carapaz          | Movistar Team               | + 40s                    |                          |
| 6.                       | Felix Großschartner      | Bora-Hansgrohe              | + 49s                    |                          |
| 7.                       | Miguel Ángel López       | Astana                      | + 1m29s                  |                          |
| 8.                       | Fausto Masnada           | Androni Giocattoli-Sidermec | + 1m39s                  |                          |
| 9.                       | Mads Würtz               | Katusha-Alpecin             | + 2m37s                  |                          |
| 10.                      | Ryan Gibbons             | Dimension Data              | + 3m13s                  |                          |

### Classificações por equipas

#### Classificação por tempo
| Classificação por equipes | Classificação por equipes   | Classificação por equipes | Classificação por equipes |
| Equipe                    | Equipe                      | Tempo                     |                           |
| ------------------------- | --------------------------- | ------------------------- | ------------------------- |
| 1.                        | Mitchelton-Scott            | 55h31m03s                 |                           |
| 2.                        | Bora-Hansgrohe              | + 16s                     |                           |
| 3.                        | Movistar Team               | + 18s                     |                           |
| 4.                        | UAE Team Emirates           | + 23s                     |                           |
| 5.                        | Astana                      | + 43s                     |                           |
| 6.                        | Sky                         | + 45s                     |                           |
| 7.                        | Groupama-FDJ                | + 49s                     |                           |
| 8.                        | Androni Giocattoli-Sidermec | + 2m11s                   |                           |
| 9.                        | Katusha-Alpecin             | + 2m27s                   |                           |
| 10.                       | Bahrain-Merida              | + 2m38s                   |                           |

#### Classificação por pontos
| Classificação por equipes | Classificação por equipes | Classificação por equipes | Classificação por equipes |
| Equipe                    | Equipe                    | Pontos                    |                           |
| ------------------------- | ------------------------- | ------------------------- | ------------------------- |

## Abandonos
- Guy Niv, por doença.[2]